# Henri-Julien Noreilde
Henri-Julien Noreilde (Kortrijk, 24 januari 1872 – aldaar, 31 maart 1958) was een Belgisch beeldhouwer en kunstschilder.

## Leven en werk
Henri-Julien Noreilde, kortweg Henri, Hendrik of Julien, was een zoon van Edouard Noreilde en Françoise Gerniers. Zijn vader was ten tijde van Henri's geboorte inpakker bij een Kortrijks bedrijf. Later werden hij en zijn vrouw exploitanten van café-restaurant annex logement 'De Hesp' in het oude centrum van Kortrijk. Noreilde volgde een ambachtelijke opleiding bij de Broeders Van Dale. Als 14-jarige kwam hij in de leer bij een steenhouwer en volgde in de avonduren en op zondagen les aan de Koninklijke Academie voor Schone Kunsten van Kortrijk, als leerling van Constant Devreese, C. Aelgoet en H. Dupont. In 1892 leerde hij beeldhouwer Hendrik Pickery uit Brugge kennen. Hij stapte over naar de avondlessen aan de Brugse Academie, waar hij een leerling was van Pickery en diens zoon Gustaaf Pickery. Overdag werkte hij op diverse ateliers. Na een aantal jaren trok hij naar Antwerpen. Hij studeerde ook daar aan de Academie, overdag bij Isidore Opsomer en 's avonds bij Jacques De Braekeleer. Vanaf 1896 studeerde verder aan de Academie in Brussel, waar hij twee jaar de boetseerlessen van Charles Van der Stappen volgde en studiegenoot was van George Minne, Theo Blickx en Léandre Grandmoulin. Hij ontving in 1898 de eerste prijs voor zijn reliëf Orpheus Euridike zoekend. Op zondagen kreeg hij schilderles in Mechelen. Noreilde dong tweemaal mee naar de Prix de Rome, in 1896 als beeldhouwer en in 1898 als schilder. Hij won niet, maar mocht op kosten van zijn ouders een aantal maanden naar Parijs (1899-1900).
Noreilde sloot zijn studietijd af en vestigde zich in weer Kortrijk. Hij wilde docent worden aan de lokale Academie, maar werd -ondanks steun van zijn oud-leermeester Devreese- niet aangenomen. Hij ging daarop aan de slag als ornamentaal- en restauratiebeeldhouwer. Hij maakte daarbij gebruik van modellen en gietvormen die hij van Devreese had overgenomen. Naast zijn decoratief werk, maakte hij onder meer bustes, gedenktekens, kinderkopjes en christelijk-religieus werk. Fernand Bonneure schreef in een artikel over de beeldhouwkunst in West-Vlaanderen (1957): "De oudste, nog aktieve Westvlaamse beeldhouwer zal ongetwijfeld Henri Noreilde (1870) uit Kortrijk zijn. Onverstoorbaar en rustig werkt hij nog steeds in de neo-klassieke trant, borstbeelden, basreliëfs en familieportretten, en ook enkele composities met af en toe een vinnige persoonlijke trek." Noreilde sloot aan bij de eind-19e-eeuwse trend van sociaalgeëngageerde beeldhouwkunst en maakte een aantal sculpturen van volksmensen en arbeiders. Een voorbeeld daarvan is zijn beeld van De roepende scheepslosser (1905), waarvoor hij in 1949 een ereprijs ontving in een West-Vlaamse wedstrijd voor beeldhouwkunst. Het werk werd aangekocht door het Kortrijks museum. Het schilderen beoefende Noreilde na zijn studie voor zijn ontspanning, hij schilderde vooral landschappen in olieverf en tekende in houtskool, Chinese inkt en pastel.
De kunstenaar was voorzitter van het Koninklijk Sint-Lukasgilde in Kortrijk en lid van De Kunstvrienden van Harelbeke en Leiestreek. Ter gelegenheid van zijn 80e verjaardag in 1942, werd in de Stadsschouwburg Kortrijk een retrospectief gehouden. Tien jaar later werden retrospectieven georganiseerd door het Sint-Lukasgilde en De Kunstvrienden.
Henri-Julien Noreilde overleed op 86-jarige leeftijd.

## Enkele werken
- 1895 portret van Hendrik Pickery, gipsen bas-reliëf. Een jaar eerder sprak Noreilde namens de (oud-)leerlingen van de Brugse Academie de lijkrede uit voor Pickery.[6]
- 1905 beeld De roepende scheepslosser, collectie Museum van Kortrijk.
- oorlogsmonument 1914-1918 bij de parochiekerk in Kortrijk. Het monument voel niet in de smaak en werd in 1952 vervangen door een monument van Karel Laloo.
- 1953 buste van Broeder Isidoor.
- 1955 bas-reliëf met het wapen van Kortrijk en schilddragende leeuwen in het gebogen fronton van het Huis Ghellinck in Kortrijk. Geplaatst ter vervanging van een verweerd wapen van de familie Ghellinck.[7]
- Heilig Hartbeeld aan de voorgevel van het klooster van de Paters Picpussen in Kortrijk.
- portretmedaillons van P. Benoit, Stijn Streuvels en Hugo Verriest.

- RKD-Nederlands Instituut voor Kunstgeschiedenis: 93345